# گیاهان دربرابر زامبی‌ها
گیاهان دربرابر زامبی‌ها یک مجموعه بازی ویدئویی است که توسط پاپ‌کاپ گیمز، یک شرکت تابعه از الکترونیک آرتس (EA) ساخته شده‌است. این سریال به دنبال افراد وابسته به دیوید "دیو دیوانه" بلیزینگ است که از گیاهان او برای دفاع در برابر تهاجم زامبی ها به رهبری دکتر ادگار جورج زامبوس استفاده می کنند. اولین بازی این مجموعه گیاهان دربرابر زامبی‌ها است، که قبل از خرید پاپ‌کاپ گیمز توسط الکترونیک آرتس توسعه و منتشر شد. پس خریداری پاپ‌کاپ گیمز توسط الکترونیک آرتس، گسترش بازی‌ها برای سیستم عامل‌های مختلف افزایش پیدا کرد.

## تاریخچه
| ۲۰۰۹ | گیاهان دربرابر زامبی‌ها                                                          |
| ۲۰۱۰ |                                                                                 |
| ۲۰۱۱ |                                                                                 |
| ۲۰۱۲ |                                                                                 |
| ۲۰۱۳ | گیاهان دربرابر زامبی‌ها ۲ ماجراهای گیاهان دربرابر زامبی‌ها گیاهان دربرابر زامبی‌ها |
| ۲۰۱۴ | گیاهان دربرابر زامبی‌ها: جنگ باغ                                                 |
| ۲۰۱۵ |                                                                                 |
| ۲۰۱۶ | - گیاهان دربرابر زامبی‌ها: جنگ باغ ۲ - گیاهان دربرابر زامبی‌ها قهرمانان           |
| ۲۰۱۷ |                                                                                 |
| ۲۰۱۸ |                                                                                 |
| ۲۰۱۹ | گیاهان دربرابر زامبی‌ها: نبرد برای ویلای همسایه                                  |

### سری اصلی
در تاریخ ۱ آوریل ۲۰۰۹، پاپ‌کاپ، نماهنگی از آهنگ «زامبی‌ها در چمنزارتان» را برای تبلیغ بازی گیاهان دربرابر زامبی‌ها منتشر کرد. یکی از کارمندان در مصاحبه با آی‌جی‌ان فاش کرد که گیاهان دربرابر زامبی‌ها به زودی در رایانه‌های شخصی و مک منتشر خواهد شد. در ۲۲ آوریل ۲۰۰۹، پاپ‌کاپ پیش پرده رسمی بازی گیاهان دربرابر زامبی‌ها را در یوتیوب قرار داد. در حین تبلیغ، یک نسخهٔ دمو از این بازی وجود داشت که می توانست به مدت سی دقیقه با آن بازی کرد. گیاهان در مقابل زامبی‌ها به‌طور رسمی در ۵ مه ۲۰۰۹ برای رایانه‌های شخصی و مک منتشر شد.
پاپ‌کاپ و دارایی‌های آن در ۱۲ ژوئیه ۲۰۱۱، به مبلغ ۷۵۰ میلیون دلار توسط الکترونیک آرتس خریداری شد. پنجاه کارمند در استودیوی سیاتل پاپ‌کاپ گیمز در ۲۱ اوت ۲۰۱۲ اخراج شدند تا نشانه تمرکز شما بر روی بازی‌های موبایل و اجتماعی باشد.
در تاریخ ۲۰ اوت ۲۰۱۲، پاپ‌کاپ اعلام کرد که آنها در حال کار بر روی دنباله ای از بازی گیاهان دربرابر زامبی‌ها هستند و تاریخ انتشار آن قرار است اواخر بهار سال ۲۰۱۳ تعیین شود. با این حال، وضعیت بازی بلافاصله پس از اعلام زمانی که این شرکت یک دوره اخراج را پشت سر گذاشت، در تردید بود.
در مه ۲۰۱۳، پاپ‌کاپ پیش‌پرده‌ای را منتشر کرد که دنباله‌ای برای بازی اول با عنوان گیاهان دربرابر زامبی‌ها: این دربارهٔ زمان است را نشان می‌داد. این بازی در ۱۰ ژوئیه ۲۰۱۳ برای آی‌اواس در استرالیا و نیوزلند عرضه شد، و به‌طور رسمی در ۱۴ اوت ۲۰۱۳ به عنوان فری‌میوم منتشر شد. این بازی دارای مکان‌ها و گیاهان جدید همراه با غذای گیاهی بود، قدرتی که می‌توان از آن برای تقویت یک گیاه برای مدت کوتاهی استفاده کرد و می‌توان آن را با استفاده از پول‌های درون بازی خریداری کرد یا با شکست دادن زامبی‌هایی که به رنگ سبز می‌درخشند به دست آورد.
در ژوئیه ۲۰۱۹، الکترونیک آرتس بازی گیاهان دربرابر زامبی‌ها ۳ را معرفی کرد که یکی دیگر از بازی‌های موبایلی رایگان این سری است. در ژوئیه ۲۰۱۹ در حالت پیش آلفا برای اندروید راه اندازی شد. این بازی در فوریه ۲۰۲۰ در فیلیپین، رومانی و ایرلند راه اندازی شد. در اکتبر ۲۰۲۰ گیاهان دربرابر زامبی‌ها ۳ از دسترس خارج شد و در نوامبر ۲۰۲۰ غیرفعال شد. الکترونیک آرتس قصد دارد نسخه بهبود یافته‌ای از بازی را در آینده منتشر کند. در ۷ سپتامبر ۲۰۲۱، بازی گیاهان دربرابر زامبی‌ها ۳ با تغییرات اساسی، مانند گرافیک دو بعدی و بازگشت گل آفتابگردان، دوباره به صورت نرم‌افزاری راه‌اندازی شد.
یک فیلم اقتباسی بر اساس فرنچایز در دریم‌ورکس انیمیشن ارائه شد اما لغو شد.

### اسپین‌آف‌ها
اسپین آفی به نام ماجراهای گیاهان دربرابر زامبی‌ها در مارس ۲۰۱۳ اعلام شد و در ۲۰ مه ۲۰۱۳ در فیس بوک منتشر شد. این بازی مکان‌های جدید و گیاهان جدید اضافه کرد. این برنامه همچنین دارای یک ویژگی گیم پلی بود که در آن بازیکن مقدار محدودی گیاه داشت و باید گیاهان بیشتری را در مزرعه داخل بازی پرورش دهد. در ژوئیه ۲۰۱۴، اعلام شد که این بازی در تاریخ ۱۲ اکتبر ۲۰۱۴ غیرفعال می‌شود.
گیاهان دربرابر زامبی‌ها: جنگ باغ در ای۳ به عنوان یک بازی تیراندازی سوم شخص چند نفره که برای رایانه‌های شخصی و کنسول ساخته شده‌است، معرفی شد. گیاهان در مقابل زامبی‌ها: جنگ باغ در ۲۵ فوریه ۲۰۱۴، در آمریکای شمالی و در ۲۷ فوریه ۲۰۱۴، در اروپا منتشر شد. گیاهان دربرابر زامبی‌ها: جنگ باغ ۲، به‌طور رسمی در ای۳ ۲۰۱۵ اعلام شد. این بازی در ۲۳ فوریه ۲۰۱۶ منتشر شد. در تاریخ ۱۰ مارس ۲۰۱۶، پاپ‌کاپ اعلام کرد گیاهان دربرابر زامبی‌ها قهرمانان، یک بازی جمع‌آوری کارت دیجیتال در سبک برج دفاعی است. این بازی در همان روز برای برخی از کشورها منتشر شد و در ۱۸ اکتبر ۲۰۱۶ به‌طور کامل در سطح بین‌المللی منتشر شد.
در اوت ۲۰۱۹، یک بازی پیگیری گیاهان دربرابر زامبی‌ها با نام رمز «پیک نیک» برای انتخاب بازیکنان از طریق دعوت نامه در دسترس قرار گرفت. در ۴ سپتامبر ۲۰۱۹، الکترونیک آرتس بازی را تحت عنوان گیاهان دربرابر زامبی‌ها: نبرد برای ویلای همسایه اعلام کرد. در همان تاریخ در اوایل دسترسی آزاد شد. این بازی در ۱۸ اکتبر ۲۰۱۹ به‌طور کامل منتشر شد.